# Histoire du Pays valencien

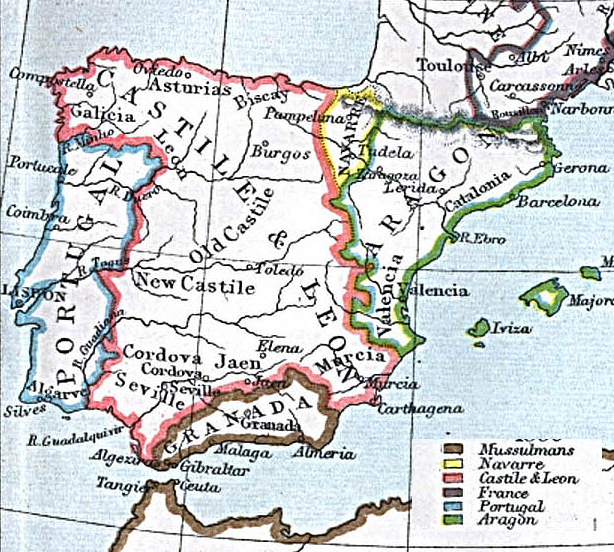
Carte de 1360 de la péninsule Ibérique. La couronne d'Aragon, incluant le royaume de Valence au sud, est figurée en vert.

L'histoire du Pays valencien (actuelle Communauté valencienne) est fortement conditionnée par la localisation du territoire, au bord de la mer Méditerranée, sur le levant de la péninsule Ibérique. Elle est foncièrement marquée par trois invasions : la romanisation entamée au IIe siècle av. J.-C., l'occupation musulmane au VIIIe siècle et la conquête et fondation du royaume de Valence par Jacques Ier d'Aragon au XIVe siècle.

## Préhistoire et Antiquité

### Préhistoire

Localisation des principaux sites du Paléolithique et de l'Épipaléolithique découverts sur une carte du Pays valencien.

Les premiers vestiges d'occupation humaine trouvés sur le territoire valencien datent du Paléolithique inférieur. Les plus anciens sont ceux de la grotte de Bolomor, située à Tavernes de la Valldigna, constitués d'outils et d'os de proies datés autour de 350 000 avant notre ère. Bien que ne s'agissant pas directement de fossiles humains, ils sont indicateurs de l'activité d'Homo heidelbergensis (pré-Néanderthal),.
Les premières traces de feu maîtrisé se trouvent dans la même grotte et sont datées de 250 000 av. J-C.

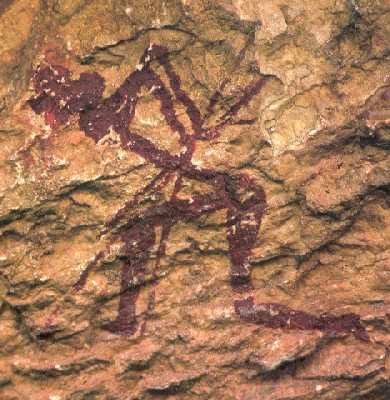
Peinture rupestre du barranc de la Valltorta.

Au Paléolithique moyen, on trouve des traces d'homme de Néanderthal entre 60 000 et 30 000 av. J-C. D'après les sites découverts, on sait qu'il est nomade, fabrique des outils de type Moustérien, réalise des peintures, vit de chasse et de pêche et réalise de petits rites funéraires. L'occupation du territoire augmente considérablement et le nombre de sites connus de cette époque sont nombreux. Le principal est celui de la « grotte noire » (Cova Negra) de Xàtiva.
L'arrivée de l'homme de Cro-Magnon (sapiens) marque l'avènement du Paléolithique supérieur. Il se différencie de Néanderthal par l'usage de technologie et de techniques de chasses plus spécialisées, un mode de vie moins nomade, une amélioration de la gestion des ressources et le développement de l'art. Les conditions climatiques sont difficiles pour les chasseurs à cette époque, avec deux périodes de glaciation,. Le peuplement est plus dense dans les parties méridionales et centrales de la région.
Le Néolithique atteint le levant péninsulaire autour de 5 500 av. J-C. À cette époque se développent de nouveaux systèmes de production et matériaux comme la pierre polie et la céramique. L'agriculture (blé, orge, légumineuses) et l'élevage de bétail (mouton, porc, chèvre) entraînent de profonds changements dans les modes de vie.

### Occupation pré-romaine

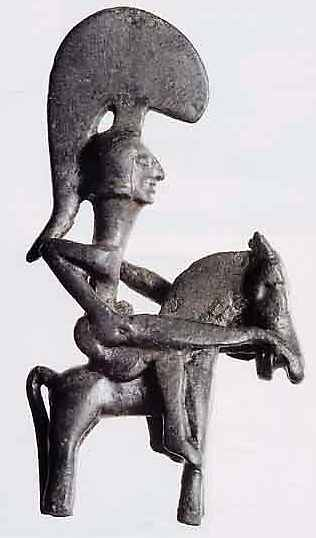
Le guerrier de Moixent, sculpture des Contestans datée du.

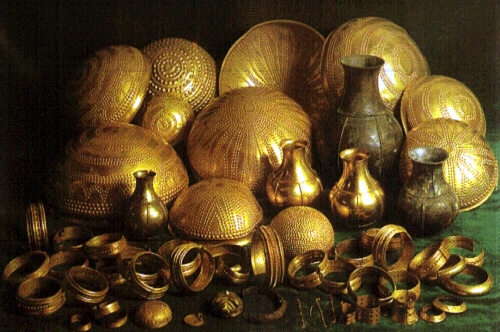
Le trésor de Villena, l'une des principales trouvailles de l'âge de Bronze en Europe.

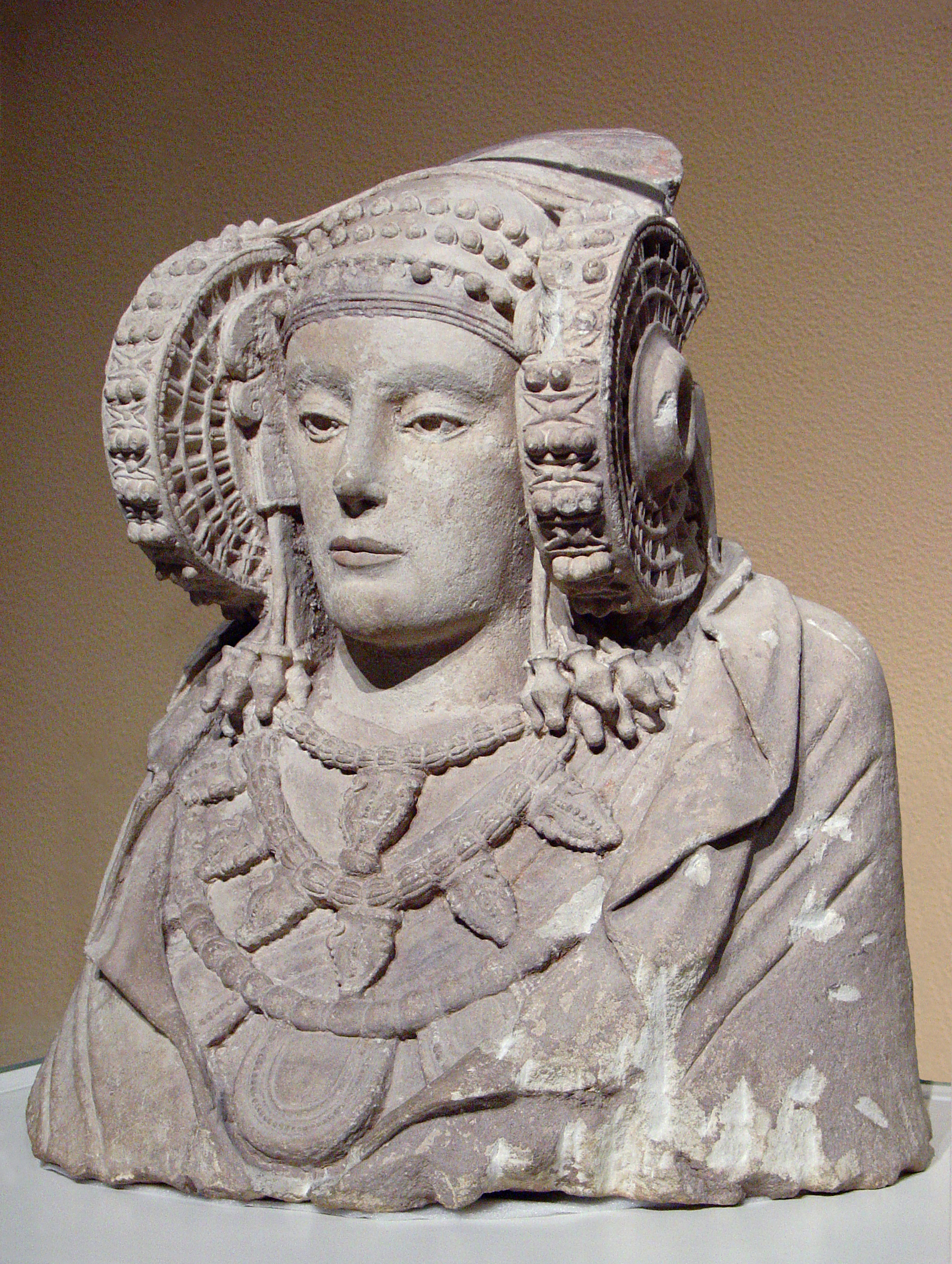
La Dame d'Elche, symbole de la présence des Ibères dans la région.

L'âge du bronze est marqué par l'installation des Ibères, d'origine méconnue, dans le territoire valencien. À la différence d'autres régions de la péninsule, on ne note aucune influence celte. Au VIe siècle av. J.-C., on trouve les traces de différents groupes, encore méconnus : Contestans au sud, Edetans au centre et Ilercavons au nord. Ils maintiennent des contacts avec Grecs, Phéniciens et Carthaginois qui ont établi des comptoirs sur le littoral, ou d'autres peuples péninsulaires comme les Tartessos.
Les grandes cités ibériques, centres de pouvoir autour desquels  se structure le territoire sont Ilici (Elche), Castellar de la Meca (Ayora), Saitabi (Xàtiva), Edeta (Llíria), Gili (Turís) et Kelin (Caudete de las Fuentes).

### Romanisation
La région est le lieu de batailles de la deuxième guerre punique, dont l'issue entraîne l'intense romanisation du littoral au début du IIIe siècle av. J.-C.
La romanisation a un impact culturel fondamental. Les Romains, porteurs d'une civilisation nouvelle et techniquement supérieure aux indigènes, fondent de nombreuses villes importantes (Valence en 138 av. J.-C., plus tard Alicante et Dénia), des colonies agricoles, des écoles, conférant un grand prestige à leur culture et permettant la romanisation précoce et intense des territoires péninsulaires orientaux.

Provinces de l'Empire romain sous Dioclétien.

Le territoire valencien est inclus dans la province de Tarraconaise et la culture ibère est peu à peu absorbée par celle des colons romains. À l'époque de la décadence de Rome, la difficile gestion de l'empire poussa Dioclétien à créer au sud la province Carthaginoise en - 298, incluant les régions valenciennes méridionales.

## Moyen Âge

### Royaume Wisigoth
À la chute du dernier empereur romain en 476, les terres valenciennes sont intégrées dans un grand royaume wisigoth ayant sa capitale à Toulouse (Languedoc). Après la défaite contre les Francs en 507, le royaume wisigoth rassemble la plus grande partie de la péninsule Ibérique et a pour capitale Tolède. Peu de vestiges de cette période ont été découverts au Pays valencien.

### Al Andalus

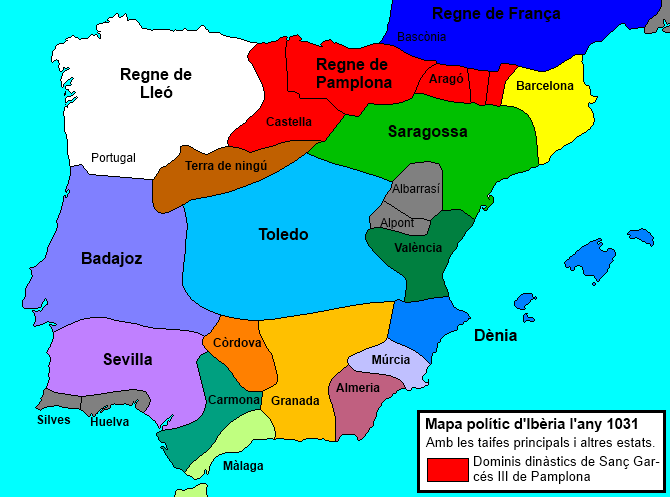
Carte des royaumes de taïfa de la péninsule Ibérique en 1031.

En 711 le royaume s'effondre sous les assauts des Sarrasins, qui s'emparent de toute la péninsule à l'exception des zones les plus septentrionales, plus pauvres et moins accessibles. Entre 712 et 718 tombent les places fortes de Valence, Elche, Sagonte, Tarragone et de nombreuses autres. Les foyers de résistance sont éphémères et peu nombreux et la civilisation arabe d'Al Andalus s'impose comme culture dominante. Elle se montre tolérante envers les cultures autochtones. L'invasion est suivie d'une importante migration des Goths hispaniques de l’autre côté des Pyrénées. En 956, l'émirat de Cordoue proclame son indépendance, et son échec à organiser Al Andalus comme une structure politique stable provoque entre 1009 et 1050 son rapide démembrement en une multitude de petits royaumes, les taïfas. Le territoire valencien est divisé entre les taïfas de Tortosa, celle d'Alpuente, de Valence et celle de Dénia. À la même époque est entamée la Reconquista, processus de reconquête du territoire péninsulaire par les royaumes chrétiens du nord.
C'est à l'époque musulmane que se développent les grands réseaux de terres irriguées (huertas de Valence, Elche et Orihuela, Vega Baja del Segura, etc.) qui feront la fortune de l'agriculture valencienne.
Entre 1094 et 1102, le Cid parvient à rétablir un royaume chrétien, avec la collaboration des Mozarabes. La reconquête par les Almoravides, connus pour être intransigeants sur le plan religieux, est suivie de leur émigration massive vers la Castille et l'on n'a pas d'éléments attestant d'une présence mozarabe ultérieure sur le territoire valencien.

### Fondation du royaume de Valence dans la couronne d'Aragon

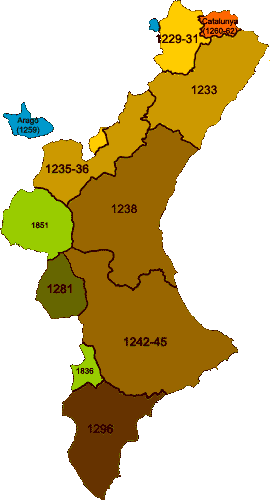
Chronologie de la conquête du royaume de Valence.

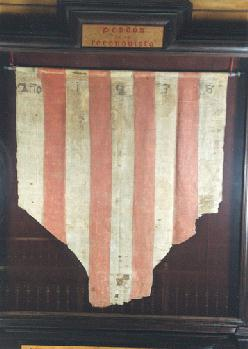
Le pennon de la conquête, symbole de la prise de Valence le 9 octobre 1238.

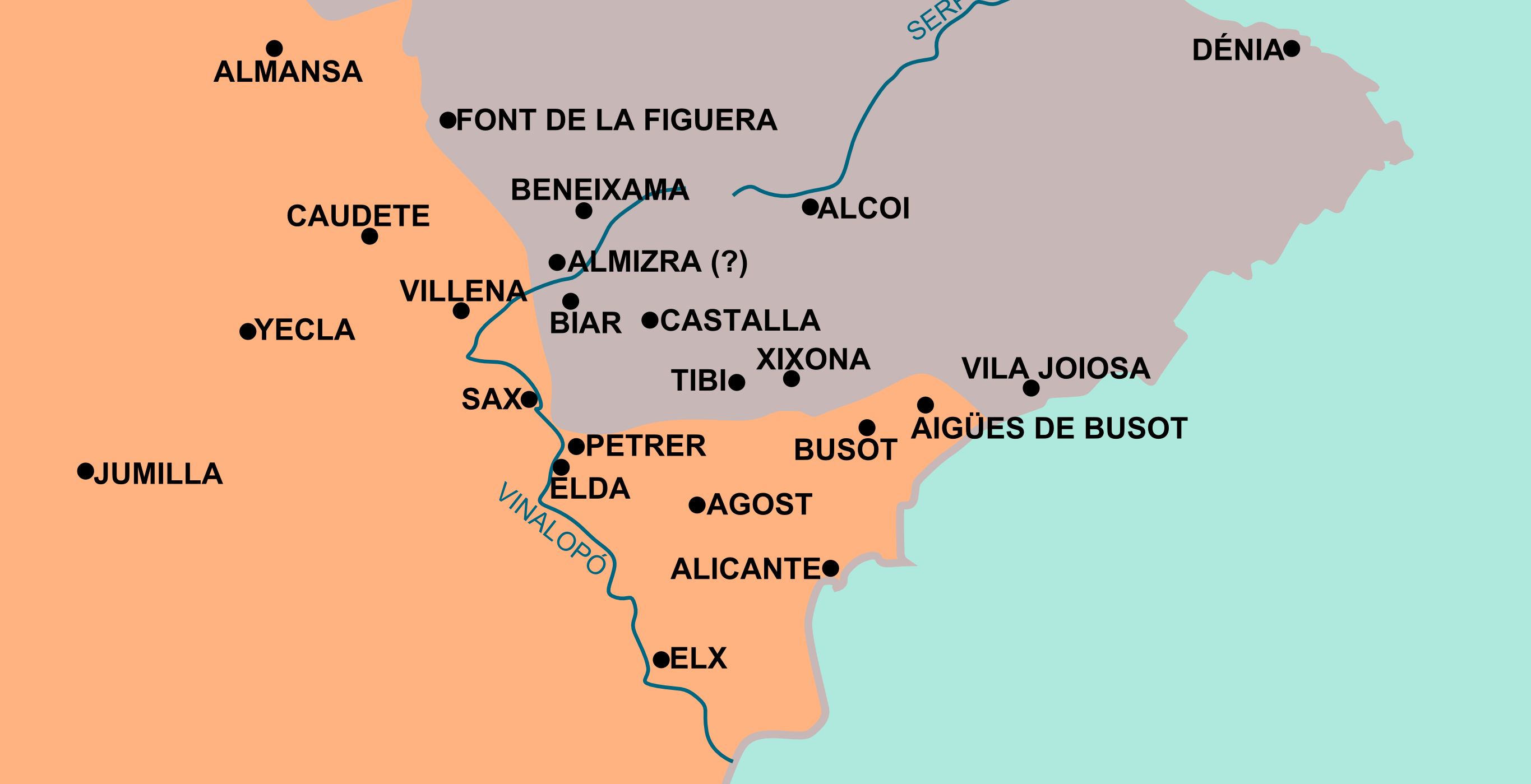
Frontière méridionale du royaume selon le traité d'Almizra (1244) conclu entre l'Aragon et la Castille.

Localisation du royaume de Valence dans la couronne d'Aragon autour de 1380.

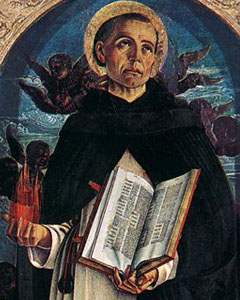
Vincent Ferrier (1350-1419), prêtre dominicain et saint patron du Pays valencien, est l'un des participants au Compromis de Caspe (1412).

En 1225, Jacques Ier d'Aragon le Conquérant (1208-1276) conclut un accord avec sa noblesse pour étendre le territoire de la couronne d'Aragon vers le sud, alors sous la souveraineté de faibles gouvernants arabes. À la différence de la conquête de Majorque, entreprise par des Catalans, l'opération est une initiative de la noblesse aragonaise, qui cherche à obtenir ainsi une sortie maritime.
La conquête de Jacques Ier commence en 1232 et culmine en 1245 avec l'établissement de la frontière méridionale Biar-Busot, concertée avec la Castille dans le traité d'Almizra. Valence est prise le 9 octobre 1238, date qui est le jour de fête de la région. Le territoire conquis est établi en un nouveau royaume souverain au sein de la couronne d'Aragon. Sa capitale, Valence, est dotée d'un corpus de lois particulières, les fors de Valence, qui sont plus tard étendus à la plus grande partie du royaume. Les zones intérieures du royaume sont soumises au régime féodal aragonais. Ce procédé est souvent présenté comme une manœuvre du souverain afin de freiner l'influence de la noblesse aragonaise dans la couronne,. Jusqu'au XVe siècle se déroule un processus de colonisation continue essentiellement en provenance d'Aragon et de Catalogne.
À l'issue de la reconquête, les conversions au christianisme sont peu nombreuses. Tout au long de cette période, les colons cohabitent avec une grande majorité de Mudéjars, qui occupent une grande partie des terres intérieures, pauvres et montagneuses, et se concentrent dans les faubourgs urbains. On les trouve également en nombre important dans les zones de cultures irriguées autour de Gandie et Xàtiva. N'étant pas en mesure de repeupler un aussi vaste territoire, Jacques Ier fait en sorte que les Mudéjars restent dans le royaume, qui présentera par conséquent une structure coloniale dirigée par la minorité chrétienne jusqu’à la fin du XVe siècle.
Sous Pierre II d'Aragon, la Castille cède la région du Valle de Cofrentes après la signature du traité d'Ágreda en 1281.
Jacques II d'Aragon, profitant de luttes internes en Castille, étend le royaume de Valence en annexant le territoire du royaume de Murcie en 1296. Avec la sentence arbitrale de Torrellas (1304) et le Traité d'Elche (1305), la Castille récupère la plus grande partie de Murcie. C'est à cette époque que remonte le valencien de Murcie, dialecte catalan aujourd'hui éteint, apporté par les premiers colons envoyés par la couronne d'Aragon. Les zones de Novelda, Alicante, Elda et Orihuela restent sous juridiction valencienne avec un statut de 'gouvernorat' à l'intérieur du royaume, et sont plus tard repeuplées par des Catalans.

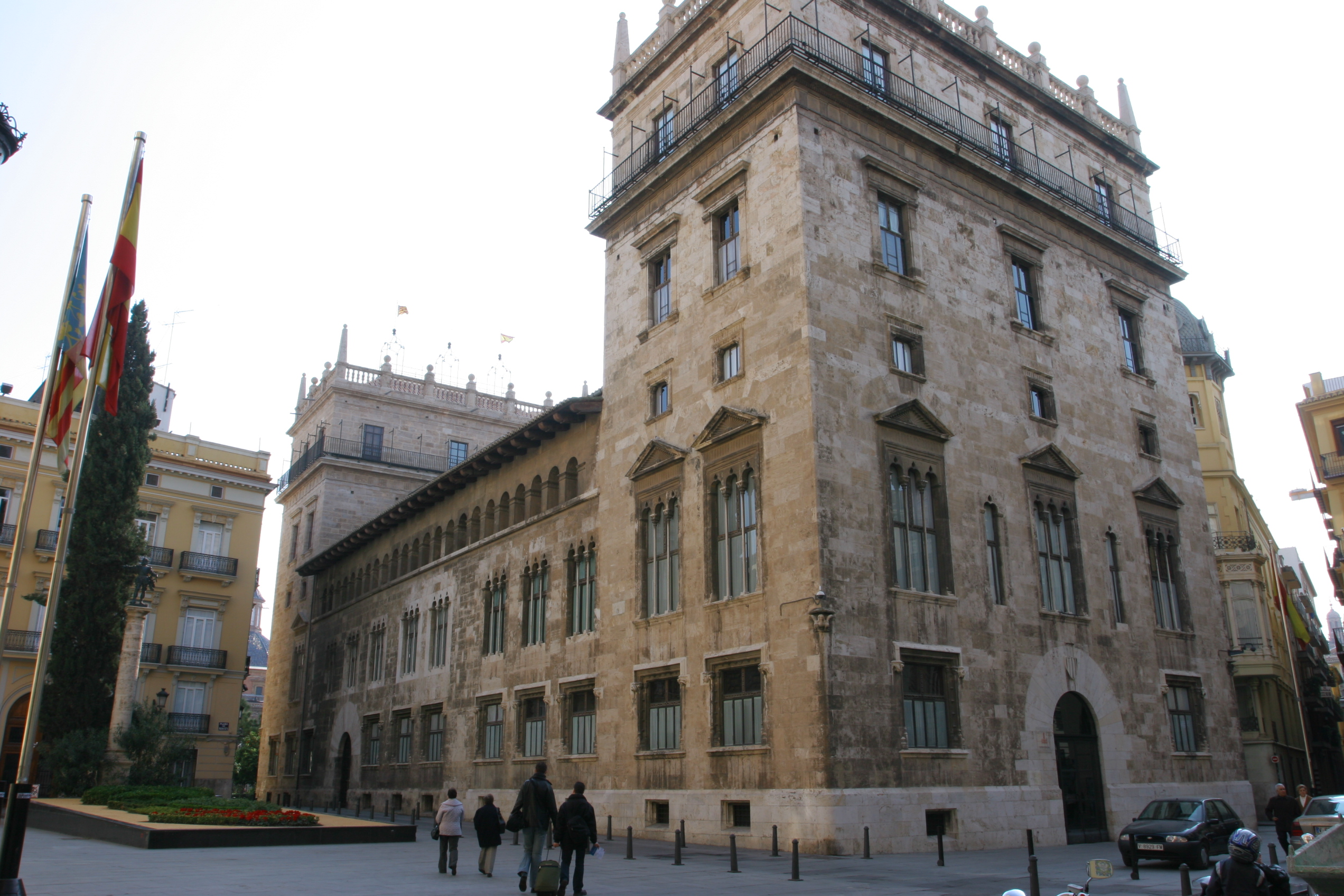
Le palais de la Generalitat à Valence.

Au XIVe siècle est créée la Généralité valencienne, institution de gouvernement politique du royaume dotée d'un parlement, les Corts valencianes .
Après la terrible peste noire de 1348 et une guerre stérile contre la Castille, la guerre des Deux Pierre, commence une période de prospérité qui atteint son apogée au siècle suivant.
En 1412, le Compromis de Caspe réunit des représentants de tous les royaumes de la couronne d'Aragon après la mort sans héritier de Martin Ier d'Aragon (1395-1410), dernier souverain de la maison de Barcelone, et la couronne est confiée à la maison de Trastamare en la personne de Ferdinand Ier d'Aragon (1412-1416).

### Le siècle d'or

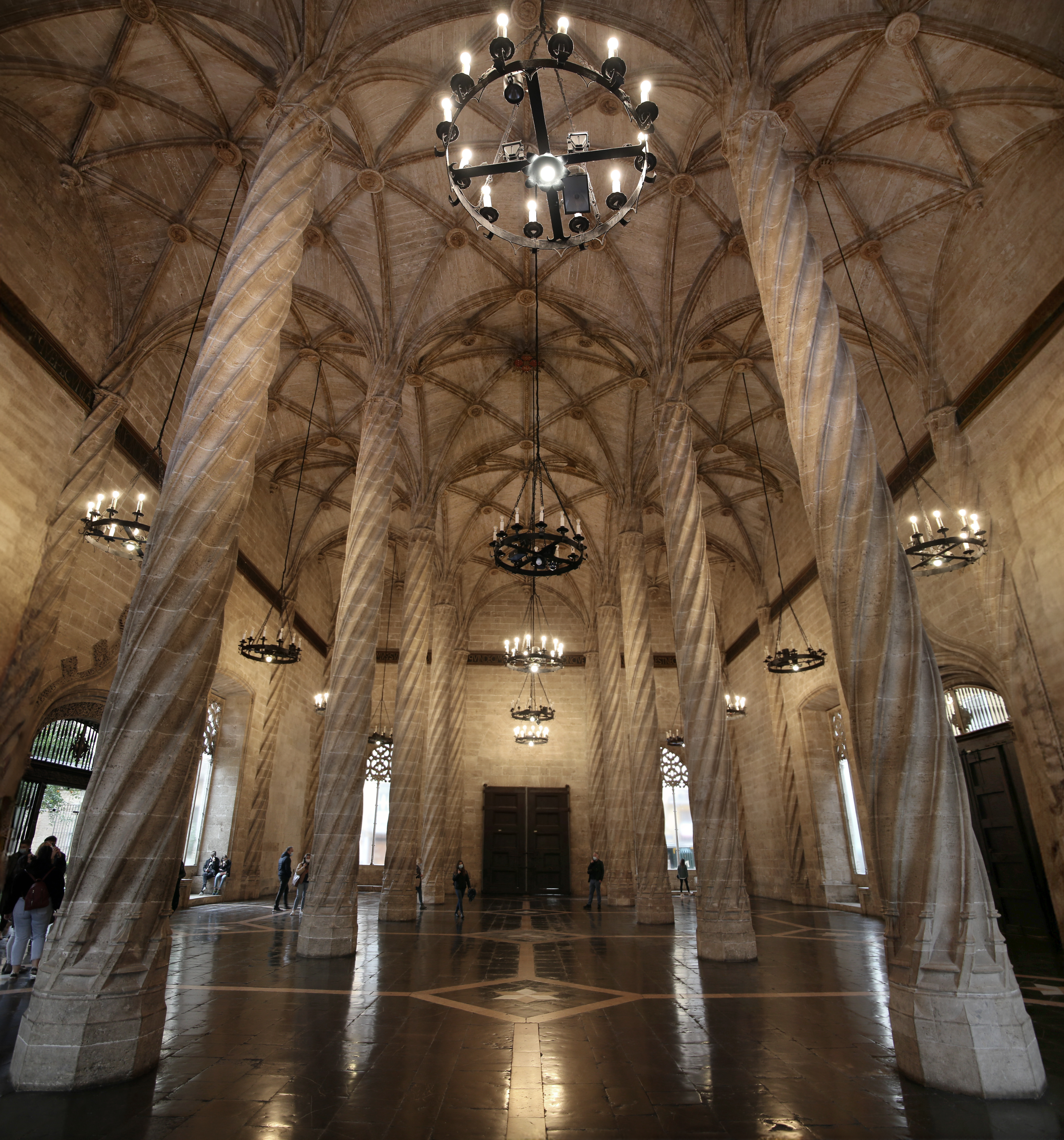
Salon aux colonnes de la Loge de la Soie de Valence.

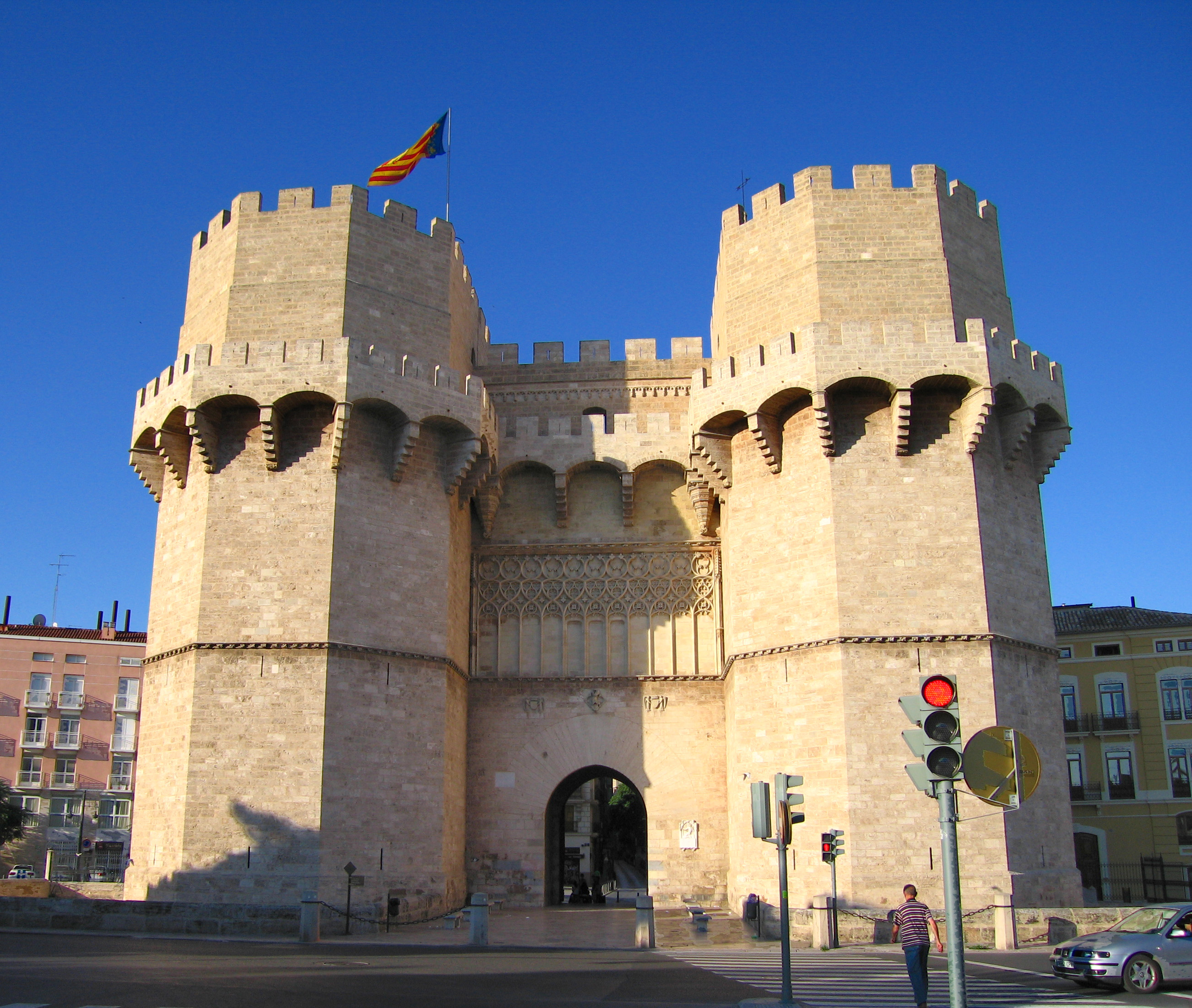
Les tours de Serrans.

Alphonse V d'Aragon le Magnanime (1416-1458) est l'artisan de l'expansion de la couronne sur la Méditerranée (Sardaigne, Sicile, Naples, etc.), dont Valence est le centre financier. En 1407 est fondée la Taula de Canvis i Depòsits, grande banque de dépôts. La richesse du royaume repose sur une grande ouverture sur le commerce dans la Méditerranée et une importante agriculture (essentiellement de riz et de sucre de betterave). Le poids économique du royaume se maintient durant les règnes de Jean II d'Aragon (1458-1479) et Ferdinand II d'Aragon le Catholique (1479-1516). Il participe au financement de la conquête des Amériques par la couronne de Castille.
En 1469, Valence est derrière Grenade la ville la plus peuplée de la péninsule, avec une population estimée de 40 000 à 70 000 habitants, le royaume dans sa totalité en comptant alors environ 250 000 (environ 30 000 à Barcelone à la même époque). De son côté la Catalogne se trouve prise dans une guerre civile entre 1462 et 1472, et le royaume de Valence domine la couronne d'Aragon,.

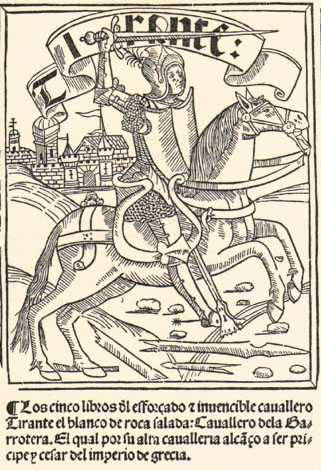
Couverture de la première édition en castillan (1511) de Tirant lo Blanc, chef-d'œuvre de l’écrivain valencien Joanot Martorell.

Culturellement, on peut souligner l'influence du style de la Renaissance italienne (particulièrement prisée de la bourgeoisie) et l'essor du gothique (Loge de la Soie, église Sainte Marie de Morella, etc.).
En 1499 est fondée l'université de Valence. La famille Borgia, originaire du royaume, donne deux papes : Alexandre VI et Calixte III. Sous l'impulsion des auteurs valenciens (Ausiàs March, Joanot Martorell, Joan Roís de Corella, Jaume Roig, etc.), la littérature catalane vit son siècle d'or.

## L'époque moderne

### L'union des Espagnes et les Germanías
À partir de 1412, les liens entre les couronnes de Castille et d'Aragon s'intensifient, pour culminer dans l'union des deux couronnes avec le mariage des rois catholiques, Isabelle de Castille et Ferdinand d'Aragon. Cette union n'implique néanmoins pas une unification politique, les différentes entités composant chaque couronne maintenant leurs identités politiques, parlements, législations, etc. En 1516, le petit-fils des rois catholiques, Charles de Gand (1516-1516), futur empereur du Saint-Empire romain germanique, hérite des deux couronnes et devient roi des Espagnes sous le titre de Charles Ier. Cependant son règne est dominé par les conflits dynastiques en Europe et la conquête des Amériques, panorama dans lesquels les territoires péninsulaires de la couronne d'Aragon ne jouent pas de rôle significatif.

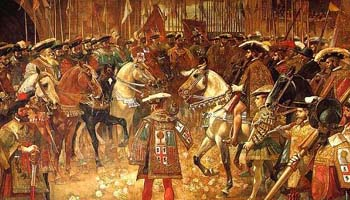
Paix des Germanías, tableau de Marcelino Unceta.

Au début du XVIe siècle av. J.-C., la grande misère du peuple est aggravée par les pestes de 1508 et 1519, ainsi que les crues de 1517. Le bandolérisme se généralise dans la couronne d'Aragon.

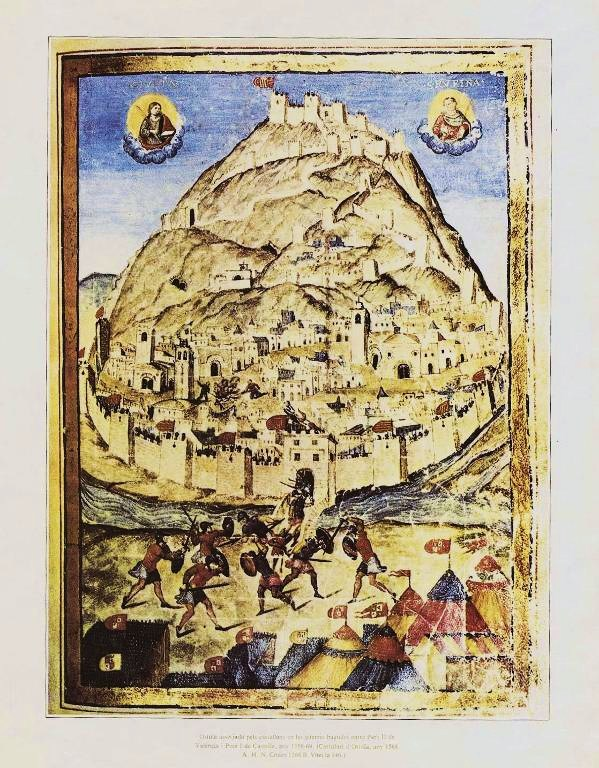
Orihuela dans un manuscrit de 1568.

Entre 1519 et 1521, les corporations armées alliées à la bourgeoisie, aux artisans et aux paysans libres mènent les Germanías (Germanies), une rébellion contre la noblesse et l'aristocratie, animés de haine contre les Mudéjars, sujets des nobles soupçonnés de complicité avec les pirates barbaresques responsables d'importants dégâts sur les côtes valenciennes. Leur échec est suivi d'une dure répression menée par la vice-reine Germaine de Foix et marque la fin de la grande société bourgeoise médiévale du royaume de Valence. La noblesse valencienne s'installe dans les grandes villes adopte le castillan comme langue de prestigue, prélude à sa diffusion auprès de toutes les classes aisées du royaume,,,.
À l'issue des Germanías, les Mudéjars, sont convertis de force au catholicisme et deviennent des Morisques. Ils continuent de former un groupe refermé sur lui-même, peu enclin à l'acculturation et avec un fort taux de natalité, et sont sujets à rumeurs et suspicion de la part du peuple.
Les figures culturelles importantes de cette période sont le philosophe Jean Louis Vivès et le peintre Juan de Juanes.

### LeXVIIesiècle: l'expulsion des Morisques

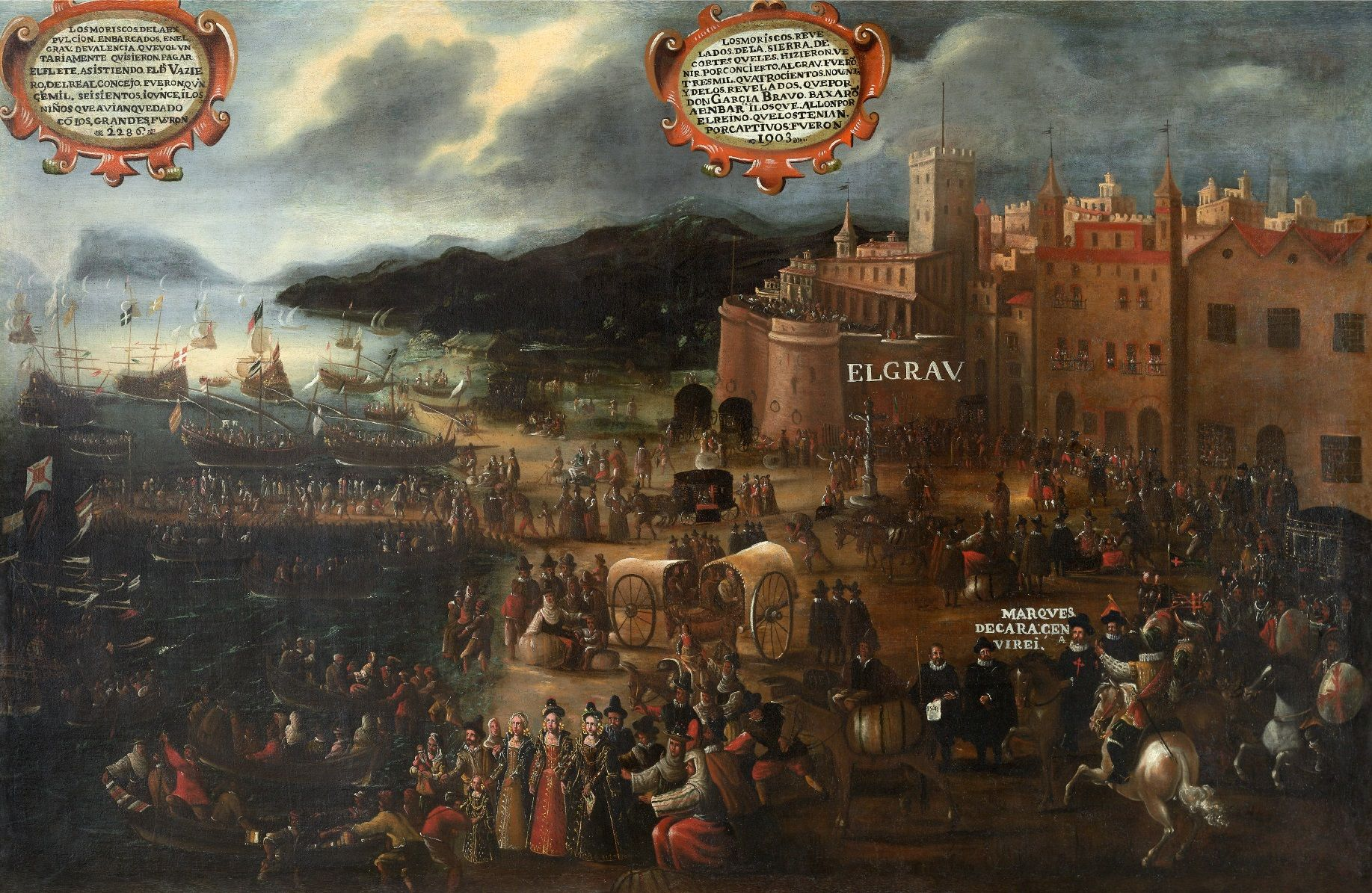
Embarquement de Morisques au port du Grao à Valence.

En 1609, Philippe III (1598-1621) décrète l'expulsion des Morisques, qui représentent plus du tiers de la population du royaume de Valence,,. Certaines comarques du nord de la région d'Alicante perdent presque l'intégralité de leur population.
Le départ des Morisques occasionne d'importantes pertes dans la perception des impôts et a, dans les zones les plus affectées, des effets dévastateurs sur l'artisanat, la production de toiles, le commerce et les travaux des champs. Si, tout au long du XVIe siècle, Valence avait été le centre le plus actif de l'Aragon, l'ordre d'expulsion massive des Morisques  signifie sa ruine, en détruisant les fondements même de son économie, : « On dit que douze mille hommes étaient morts, que soixante-dix lieux furent brûlés, que les dommages pouvaient être estimés à 70 000 ducats ». Les terres abandonnées passent aux mains de la noblesse qui prétend ensuite les louer aux paysans dans des conditions souvent abusives pour compenser à court terme ses pertes supposées, si bien qu'au final les nobles se trouvent les plus favorisés, confirmant leur mainmise sur le royaume après la défaite des Germanías.

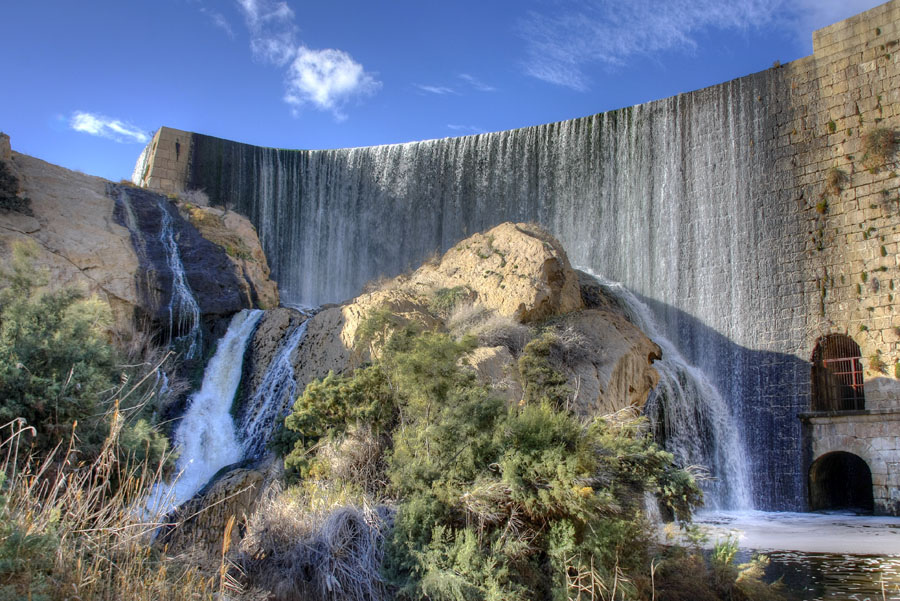
Le barrage d'Elche, dont la construction commence en 1632.

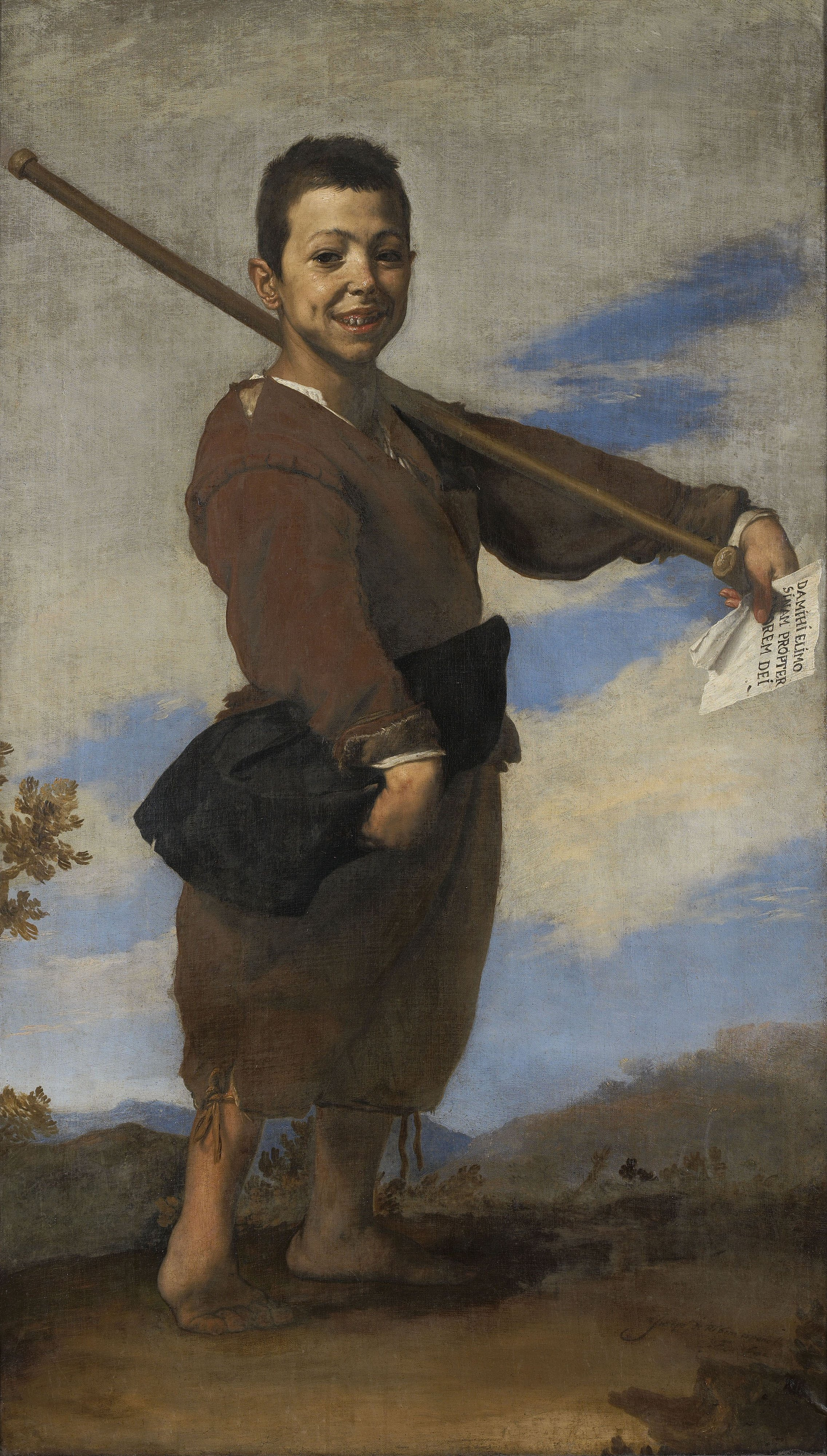
Le Pied-bot (1642), tableau de José de Ribera.

La région doit faire face à un immense vide démographique. Trente ans plus tard, près de la moitié des plus de 400 localités qu'avaient occupées les Morisques restaient abandonnées malgré la migration forcée de milliers de familles chrétiennes du royaume : Aragonais, Catalans, Majorquains ainsi que quelques Castillans et Français viennent tenter de combler ce vide. Cependant, « le pays valencien, qui avant l'expulsion devait avoir environ 450 000 habitants, en 1718 n'arrivait pas encore à 260 000 ».
Le panorama artistique de ce siècle est relativement pauvre. On peut tout de même citer quelques artistes importants comme les peintres José de Ribera et Francisco Ribalta ou le compositeur Joan Cabanilles.

### La guerre de succession et l'instauration des Bourbons

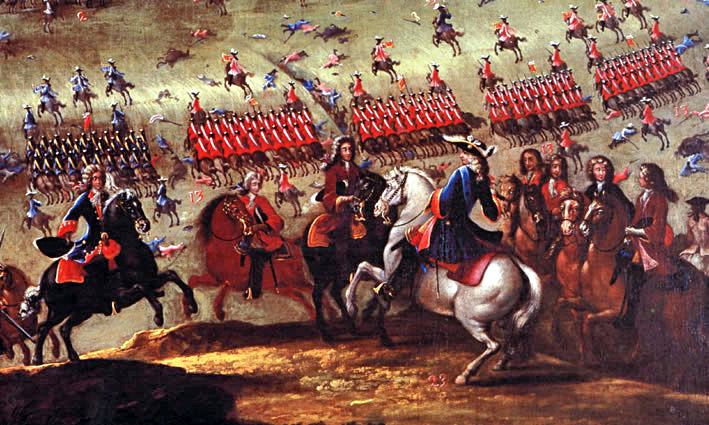
Représentation de la bataille d'Almansa.

En 1693 éclate la seconde Germanía. Les paysans se rebellent contre les seigneurs féodaux de Gandie et les troubles s'étendent dans tout le sud du Pays valencien. On retrouve les mêmes revendications dans le camp des maulets, partisans de l'archiduc Charles d'Autriche dans la guerre de succession d'Espagne qui l’oppose à Philippe de Bourbon, futur Philippe V d'Espagne soutenus par la noblesse et la bourgeoisie, à la suite de la mort de Charles II (1665-1700). Philippe vainqueur mène une répression très dure contre ses opposants. À l'issue de son siège, les habitants de Xàtiva sont massacrés ou exilés, la ville est incendiée et rebaptisée « San Felipe ». Avec la proclamation des décrets de Nueva Planta en 1707, les fors et le parlement sont abolis et le royaume est soumis au régime juridique de la Castille.
Le royaume de Valence est divisé en 13 corregimientos ou 'gouvernorats' :, chacun étant contrôlé par un corregidor, gouverneur désigné par la couronne : Morella, Peníscola, Castellón de la Plana, Valence, Alzira, Cofrents, Montesa, San Felipe (anciennement Xàtiva), Xixona, Alcoi, Dénia, Alicante et Orihuela.
Au XVIIIe siècle sont autorisées les transactions commerciales avec le Nouveau Monde, qui ouvrent de nouvelles aires de diffusion aux produits valenciens (soie de Valence, papier d'Alcoy, laine de Bocairent, céramique de L'Alcora, etc.).
Les idées des Lumières rencontrent des échos au Pays valencien, comme en témoignent la fondation de la Real Academia de Bellas Artes de San Carlos et la création du Jardin botanique de Valence, ou des intellectuels comme Gregorio Mayans.
La région connaît une grande croissance économique et démographique. La population double quasiment au cours du siècle,,.

## Époque contemporaine

### XIXesiècle, restauration, république et guerre civile

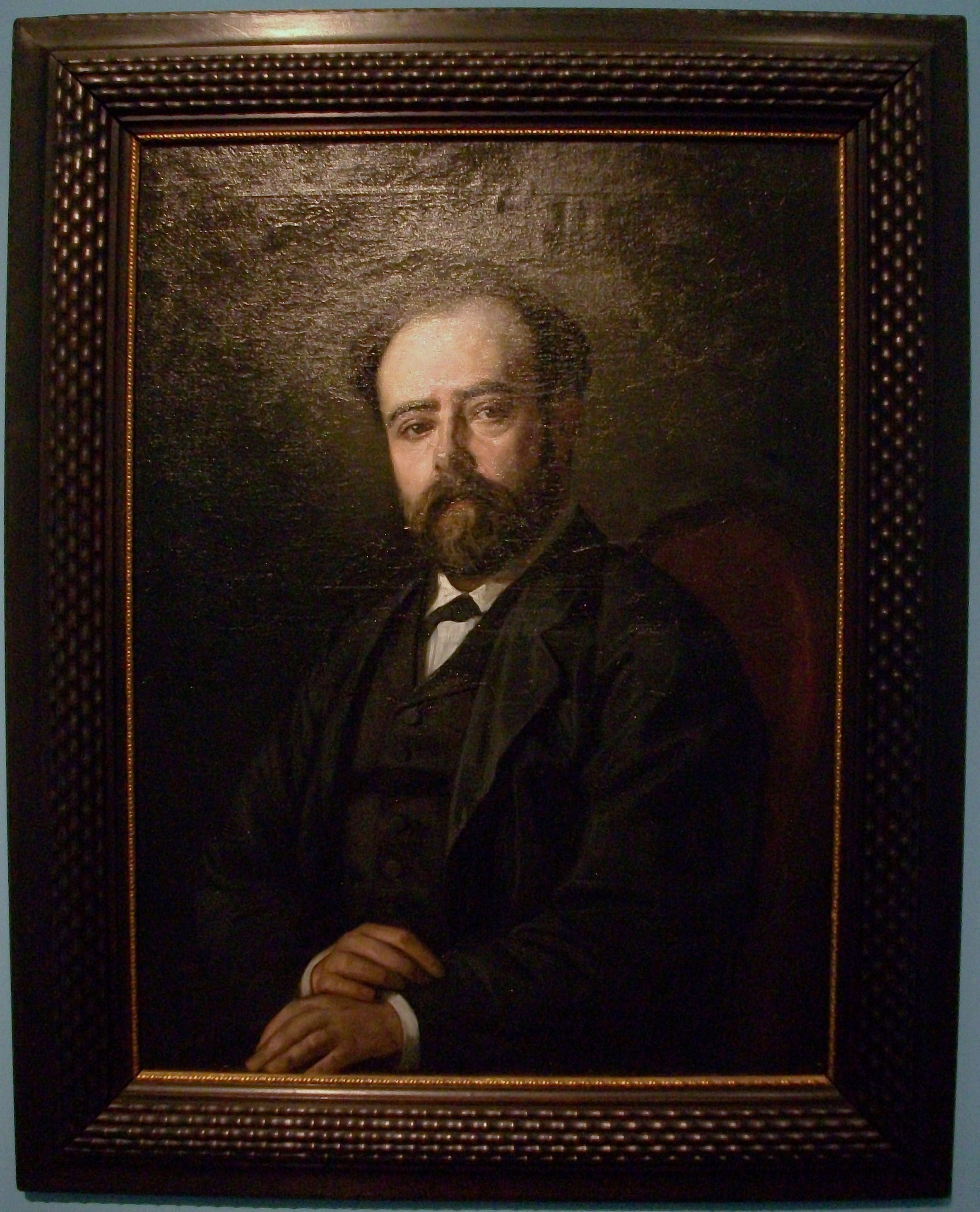
Teodor Llorente Olivares, patriarche de la Renaixença valencienne.

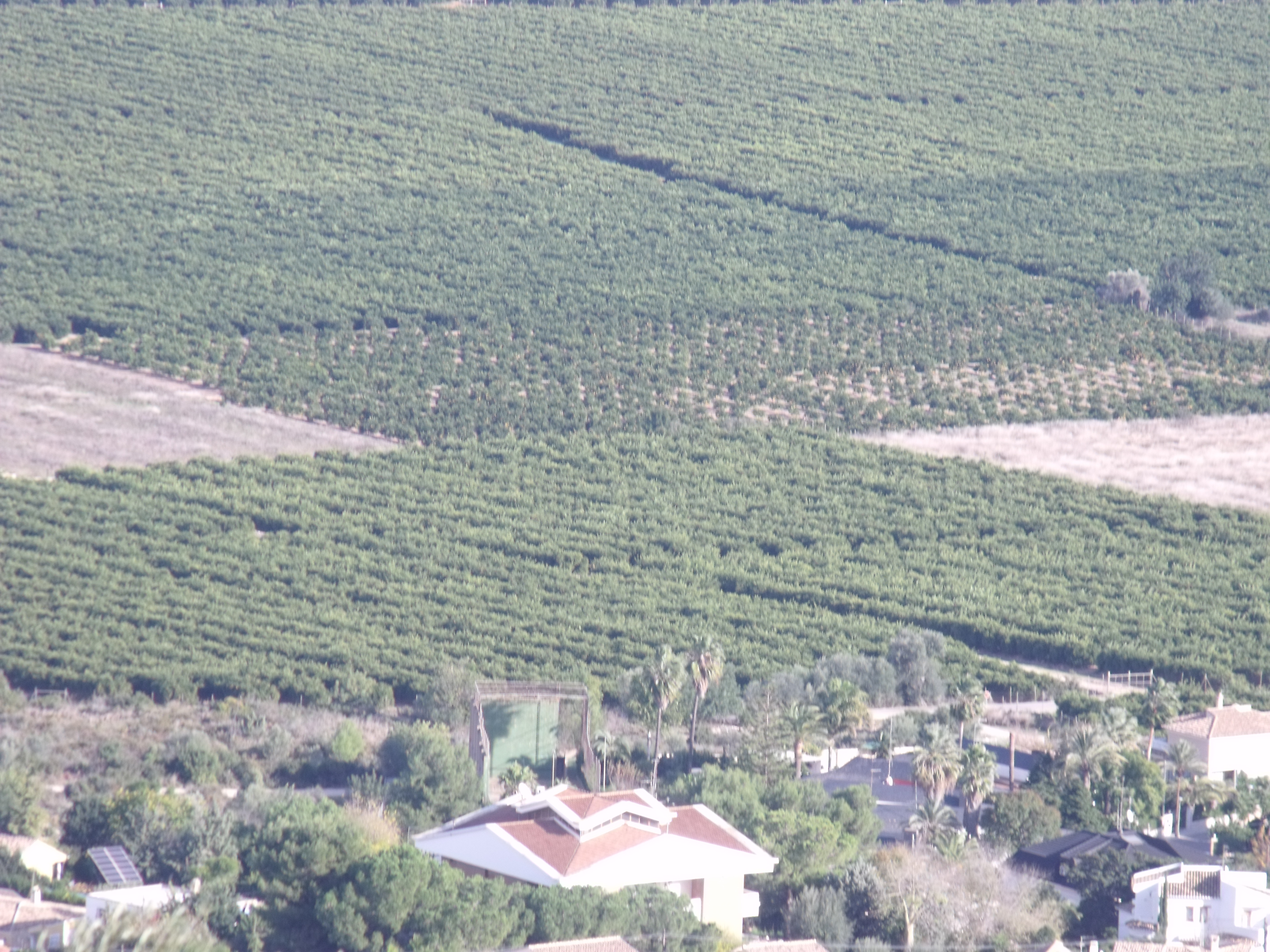
Orangeraie près de Chiva (Valence).

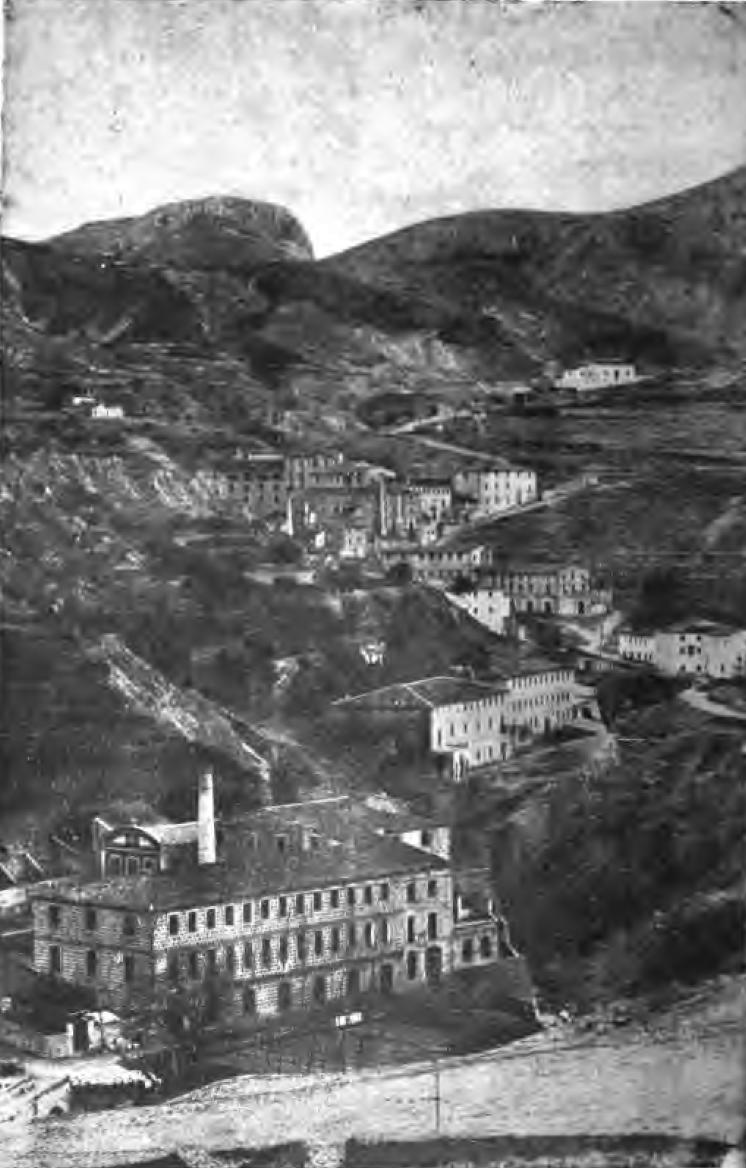
Usines à Alcoy en 1908.

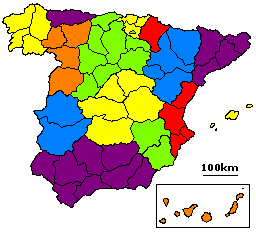
Proposition de division provinciale de 1822, où le territoire valencien est réparti en quatre provinces : Alicante, Castellón, Valence, Xàtiva.

Tout au long du XIXe siècle, une croissance spectaculaire de l'agriculture valencienne, axée sur la production d'agrumes et de riz destinés à l'exportation, détourne en grande partie la bourgeoisie agricole de l'industrialisation. Les classes dirigeantes sont alliées du régime corrompu de la Restauration et du gouvernement madrilène, et adoptent le modèle culturel castillan. Quelques noyaux industriels de modestes dimensions se mettent toutefois en place de façon éparse : Valence, Alicante, Xàtiva, Elche, Ontinyent, Sagonte et Alcoy
La Renaixença, mouvement de renaissance de la langue catalane, se caractérise à Valence par la réclusion de la langue aux déclamations poétiques et patriotiques. En Catalogne au contraire, sous l'impulsion de sa bourgeoisie industrielle, restée fidèle à la culture autochtone, le mouvement acquiert une tonalité clairement politique et débouche sur la naissance du catalanisme politique.
Les territoires historiques de la péninsule sont démantelés et l'État est organisé en provinces, divisions rationnelles inspirées des départements français. Après plusieurs propositions, le territoire valencien est divisé en trois provinces : Alicante, Castellón et Valence, établies en 1833 et qui perdurent encore aujourd'hui. En 1836, les territoires de Sax et Villena sont intégrés à la province d'Alicante ; en 1851 c'est au tour de Villena de passer sous l’administration de Valence. Tous sont amputés à la Manche.
Durant la première guerre carliste (1833-1840), le nord de la province de Castellón (Maestrat, Morella) est un important bastion des carlistes, coordonnés par le général Cabrera.
.

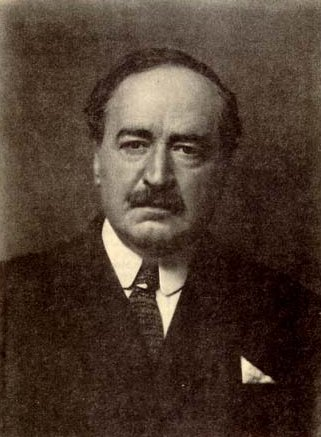
Vicente Blasco Ibáñez.

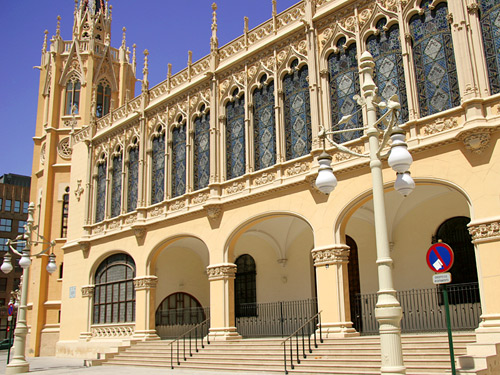
Palais de l'exposition régionale de 1909.

À la fin du siècle, de nouvelles idéologies font leur entrée sur le territoire valencien. La bourgeoisie commerciale, incarnée par la figure de Vicente Blasco Ibáñez, se rapproche du libéralisme et du républicanisme. Ibáñez est à l'origine du blasquisme, mouvement populiste, agitateur et anticlérical influent dans la capitale et son arrière-pays. Les ouvriers agricoles et industriels adhèrent au socialisme ou, particulièrement, à l'anarchisme (CNT).
Du point de vue architectural, le style dominant est le modernisme, qui culmine avec l'exposition régionale valencienne de 1909. Dans le champ artistique, sont remarquables par exemple le peintre Joaquim Sorolla, le sculpteur Marià Benlliure et le compositeur José Serrano Simeón.
Le début du XXe siècle est marqué par l'apparition d'un valencianisme engagé, revendicateur d'autonomie politique, incarné par Faustí Barberà ou València Nova,,,,.
À la suite de l'effondrement de la monarchie, la Seconde République espagnole est proclamée. Le monde valencianiste est en effervescence et différents projets de statuts d'autonomie sont élaborés pour la région, mais le déclenchement et le déroulement de la guerre civile entre 1936 et 1939 mettent un terme au processus engagé.
Au cours de la guerre, le Pays valencien reste loyal à la république ; Valence devient la capitale de l'Espagne après la chute de Madrid. Les provinces de Valence et Castellón font partie des derniers territoires contrôlés par la République.

### Le franquisme
La fin de la guerre civile et le début du franquisme sont marqués par une dure répression du régime, menée à l'encontre des militants politiques, tout particulièrement les communistes. Une purge importante est menée auprès du corps des fonctionnaires. Dans la comarque du Camp de Túria, plus de 5 % de la population totale est fusillée.

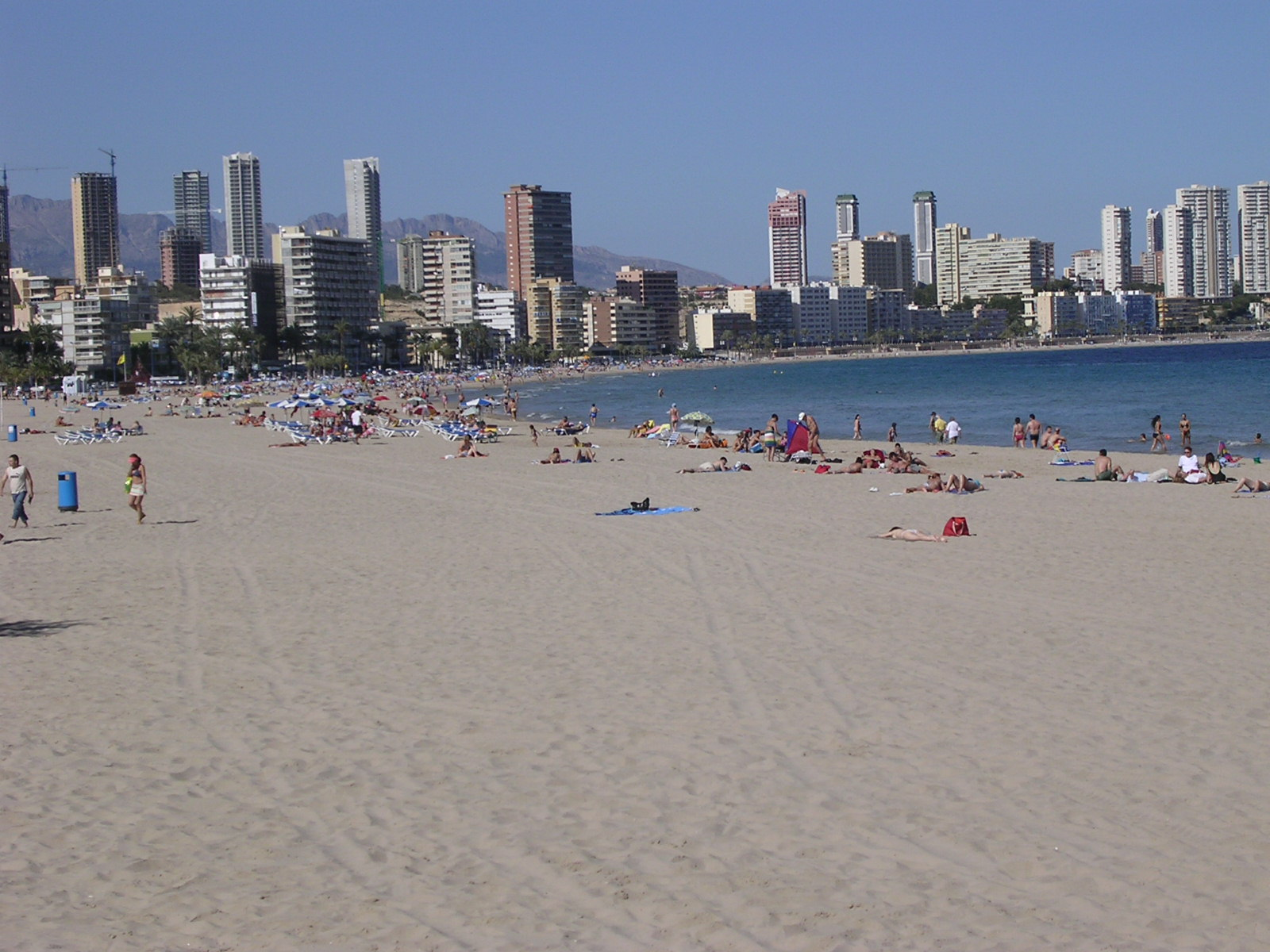
Plage à Benidorm.

Durant le franquisme, la région connaît de profondes mutations. L'agriculture reste l'activité économique dominante jusqu'aux années 1960. Avec la fin de l'autarcie et les lois de libéralisation économique du régime, le tourisme et la construction deviennent les moteurs de l'économie valencienne. L'industrie traditionnelle se modernise et se spécialise. Le secteur de la construction permet la création de nombreux emplois non qualifiés et ouvre la porte à la spéculation. Sous l'impulsion du tourisme de masse, certaines villes côtières, en particulier dans la Costa Blanca d'Alicante, connaissent une croissance urbaine effrénée,. Durant les années 1960, l’investissement de capitaux étrangers permet l’implantation de nouvelles industries technologiques (automobile, pétrochimie, etc.).
La politique du franquisme est basée sur l'administration provinciale. Différentes initiatives tendent à séparer le sud du Pays valencien pour l'unir à région de Murcie ou une partie d'Albacete et former une nouvelle région « sud-est » ou « Levant »,,,,. Le franquisme s'approprie certaines manifestations culturelles valenciennes comme les fallas de la province de Valence ou les fêtes de Moros y Cristianos de la province d’Alicante, détournés pour exalter ses valeurs, espagnolisme, catholicisme et traditionalisme.
Le Pays valencien accueille une immigration nombreuse, de Castille-La Manche, Andalousie, Murcie et Aragon. Entre 1940 et 1975, la population passe d'environ 2 200 000 à 3 400 000 habitants, avec une influence équivalente de l'accroissement naturel et de l'immigration.

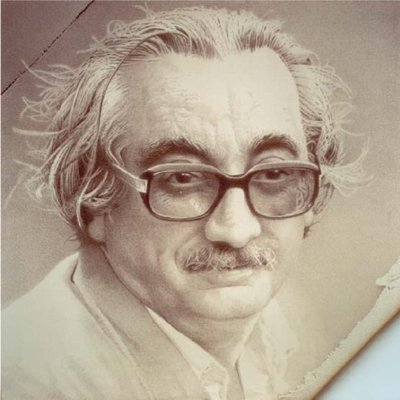
Joan Fuster.

Dans les premières années, l'opposition à la dictature reste faible et isolée. Son principal protagoniste est l'Agrupación Guerrillera de Levante y Aragón.
Les années 1960 marquent une relative libéralisation du régime. Sous l'influence des idées de Joan Fuster, le nationalisme valencien rencontre un écho important auprès des intellectuels et nouvelles générations d'universitaires, et devient un référent de premier ordre de la lutte contre le franquisme,. Chez les ouvriers, les syndicats développent également des mouvements d'opposition.

### Transition et démocratie

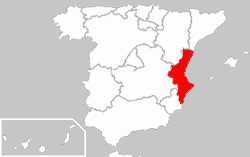
Le Pays valencien (officiellement Communauté valencienne) sur une carte des communautés autonomes d'Espagne.

La mort du général Franco en 1975 ouvre le chemin à la transition démocratique et à la mise en place de l'Espagne des autonomies, modèle d'État décentralisé original.

Blason de la Generalité valencienne, qui reprend celui de Pierre IV d'Aragon dit le Cérémonieux (1336-1387).

Au Pays valencien, les idées favorables à l'autonomie suscitent un grand engouement au moment de la transition. Le 7 octobre 1977, la plus grande manifestation jamais réalisée dans la région rassemble près de 500 000 personnes pour la demande de l'autonomie,,. En 1978 la Generalitat est rétablie et un gouvernement autonome temporaire est mis en place, le Conseil du Pays valencien. Toutefois, un conflit identitaire violent fomenté par les secteurs réactionnaires et conservateurs entraîne l’apparition d'un mouvement anticatalaniste et régionaliste local, le blavérisme, qui relègue au second plan une grande partie des attentes des secteurs valencianistes et influence durablement le panorama politique de la région.
En 1982 est promulgué le statut d'autonomie de la Communauté valencienne, qui définit le régime d'autogouvernement ainsi que la nouvelle dénomination officielle du territoire. L'année suivante, la Loi d'usage et d'enseignement du valencien établit la coofficialité du valencien et prévoit les modalités d'enseignement de la langue ainsi que différentes mesures de protection dont elle doit bénéficier.
Jusqu'en 1995, le gouvernement de la Généralité (Consell) est présidé par le socialiste Joan Lerma. Depuis, c'est le Parti populaire de la Communauté valencienne (Eduardo Zaplana [1995-2003], Francisco Camps [2003-2012], Alberto Fabra [2011-actualité]) qui est à la tête des institutions autonomiques.
La fin du franquisme et l'avènement de la démocratie permettent le retour de plus de 55 000 exilés.
Le Pays valencien se consolide comme destination touristique importante et attire de nombreux rentiers et retraités de toute l'Europe, attirés par le climat et le coût de la vie relativement faible. En raison de l'immigration récente, il existe d'importantes minorités linguistiques anglaise, roumaine, arabe, française et allemande. 13,3 % de la population recensée en 2006 n'était pas de nationalité espagnole. La grande majorité se concentre dans la province d'Alicante. Entre 1960 et 1983, la population de la province d'Alicante augmente de près de 60 %, celle de Valence de 50 % et Castellón 30 %. Les comarques intérieures sont victimes d'un exode rural accentué ces dernières décennies.